# Temistocle (Metastasio)

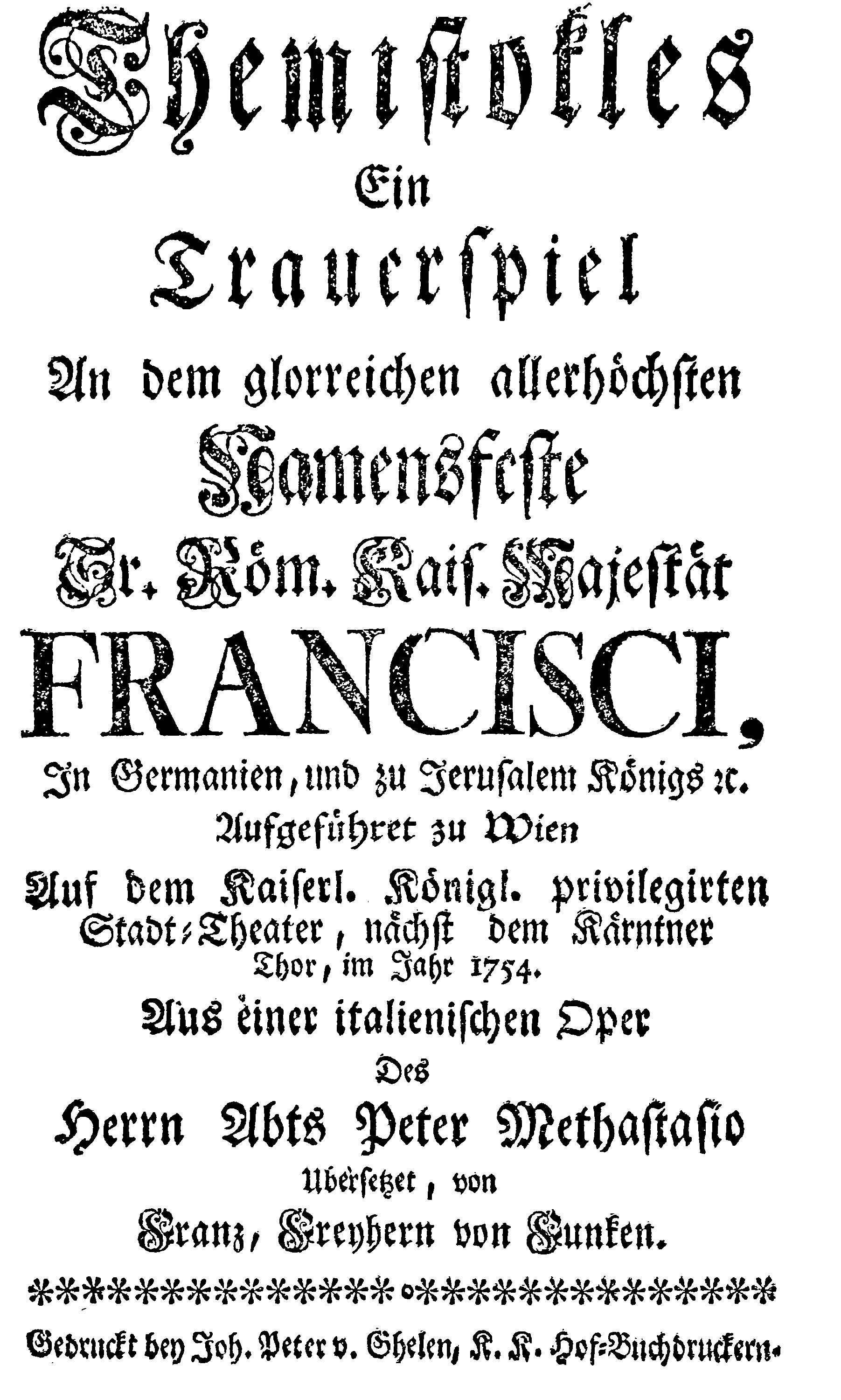
Titelblatt des Schauspiels von Franz von Funken, Wien 1754

Temistocle ist ein Opern-Libretto in drei Akten von Pietro Metastasio. Erstmals aufgeführt wurde es in der Vertonung von Antonio Caldara am 4. November 1736 zur Feier des Namenstags Karls VI. in Wien. Mit ungefähr 25 Vertonungen erreichte es eine durchschnittliche Beliebtheit unter Metastasios Libretti.
Eine deutsche Übersetzung des Librettos von Johann Anton Koch erschien 1772 unter dem Namen Themistocles im vierten Band seiner unvollendet gebliebenen Gesamtausgabe Des Herrn Abt Peter Metastasio Kayserl. Königl. Hofpoetens Dramatische Gedichte.

## Handlung

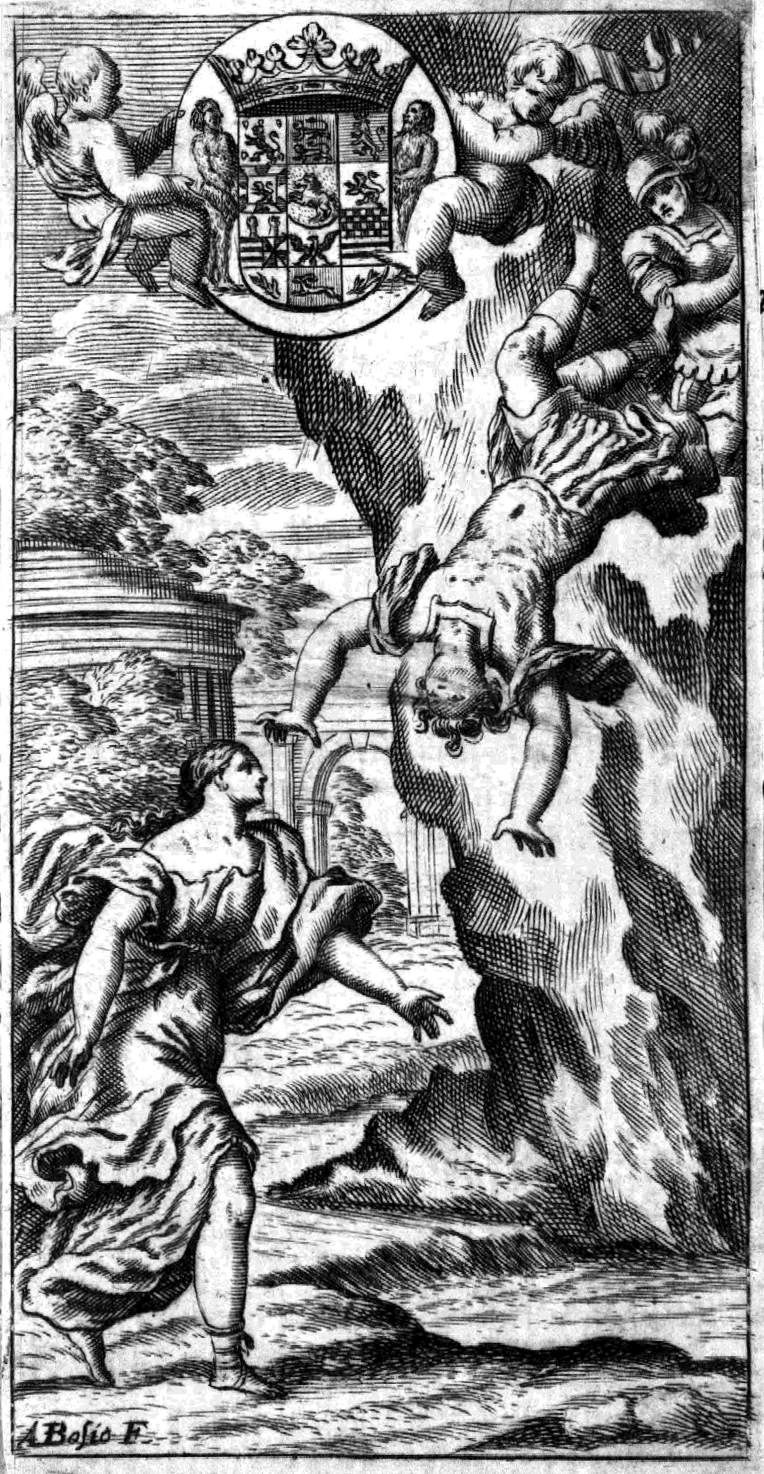
Bild aus dem Libretto, Musik von Gaetano Latilla, Rom 1737

Das Libretto handelt vom ehemaligen griechischen Feldherrn Temistocle, der im feindlichen Persien bei seinem Gegner Serse (Xerxes I.) Asyl sucht und dort in einen Gewissenskonflikt gerät.

„DEr Atheniensische Themistocles einer von den berühmtesten Krieges Helden Griechenlandes, erhielt durch seine Tapferkeit und durch seine Rathschläge lange Zeit die Ehre und Freiheit seines Vaterlandes: Aber nach der berühmten Schlacht bey Salamina, in welcher er mit geringer und so ungleicher Macht das unzählige Heer des Xerxes schlug und in die Flucht trieb, kam er in so grosses Ansehen, daß die undankbaren Bürger von Athen, die theils fürchteten er würde ihnen zu mächtig werden, theils auch wegen seiner glorreichen Thaten ihn beneideten, ihn aus der Stadt ins Elend vertrieben, die er doch erst kürzlich befreiet und verthedigt hatte. Und weil sie dabey in Erwegung zogen, wie sehr schädlich ihnen seine Ahndung und Rache seyn könnte, stelleten sie ihm aller Orten heimlich nach, und verlangten ihn zu tödten. Die grosse Beständigkeit, auch in Widerwärtigkeit, des tapfern Themistocles ließ sich dadurch nicht kleinmüthig machen, er als ein verbannter, verfolgter und armer Bettler verzweifelte dennoch nicht einen Beschützer zu finden, wenn er ihn auch mitten unter seinen Feinden suchen müsste: Ging demnach unerkannt nach Persien, und präsentirte sich dem erzürnten Xerxes, entdeckte sich ihm, und verlangte ganz großmüthig von ihm Sicherheit und eine Zuflucht. Der feindliche König wurde von der Unerschrockenheit, und dem Namen des tapfern Helden, ganz in Verwunderung gesetzet, und es gefiel ihm sonderlich das Vertrauen, das Themistocles, als sein Feind, auf ihn gesetzet, und an statt ihn aus dem Wege zu räumen, umarmte er ihn, versprach ihm Schutz und Beystand, und überhäuffte ihn mit Reichthum, und Wohlthaten, und Ehren.
Bey alle der grossen Glückseligkeit blieb doch Themistocles so bescheiden und gelassen, daß das Glück selber darüber neidisch wurde, und ihm aufs neue nachstellete. Xerxes trug einen unversöhnlichen Haß gegen alles was Griechisch hieß, bildete sich also ein, Themistocles müste eben solchen Haß gegen selbiges haben, nachdem er so sehr von ihnen war beleidigt worden. Er beschloß also, Griechenland mit aller seiner Macht aufs neue zu bekriegen, und trug das Ober-Commando dem Themistocles auf: Aber der geehrte patriotisch gesinnte Bürger hatte solchen Abscheu dafür daß er sich aufs beste entschuldigte, und es abschlug. Xerxes wurde darüber so erboosset, daß er ihn mit Gewalt dazu zwingen wollte: Themistocles der aufs euserste gebracht war, entweder seinem grossen Wohlthäter undankbar, oder ein Rebelle seines Vaterlandes zu seyn, entschloß sich selbst mit Gifft zu tödten. Indem er aber solches Vorhaben ausführen wolte, wurde der großmüthige Xerxes durch solche Heldenmäßige Treu bewogen, nicht allein ihn daran zu verhindern, sondern machte auch Friede mit Griechenland, wie man solches beym Cornelio Nepote und Plutarcho lesen kan.
Der Schauplatz ist in Susa.“

Die folgende Inhaltsangabe basiert auf dem 1747 in Braunschweig herausgegebenen Libretto der Vertonung von Giovanni Verocai.

### Vorgeschichte
Der griechische Feldherr Temistocle hatte die Perser unter König Serse besiegt. Dennoch wurde er von seinem eigenen Volk angeklagt und suchte schließlich zusammen mit seinem Sohn Neocle Asyl in Persien. Seine Tochter Aspasia war zur Sicherheit nach Argos geschickt worden, kam dort aber nie an und wurde schließlich für tot gehalten. Auch sie konnte sich nach Persien retten und wurde zur Vertrauten der Prinzessin Rossane in der Hauptstadt Susa.

### Erster Akt
Ein angenehmer Ort im Palast Serses
Temistocle und sein Sohn Neocle befinden sich unerkannt im persischen Exil. Neocle fühlt sich von den Göttern ungerecht behandelt, weil sie trotz ihrer Heldentaten ins Unglück gestürzt wurden. Temistocle mahnt ihn jedoch zur Geduld. Als er jemanden kommen hört, schickt er ihn fort.
Bei den Ankömmlingen handelt es sich um Temistocles von ihm für tot gehaltene Tochter Aspasia und den persischen Fürsten Sebaste. Sebaste teilt Aspasia mit, dass Serse ein Kopfgeld auf Temistocle ausgesetzt habe und entfernt sich. Temistocle und Aspasia sind zunächst freudig überrascht, sich wiederzusehen. Aber dann warnt Aspasia ihn vor Serses Absichten. Zudem sei gerade ein griechischer Gesandter eingetroffen, der ihn erkennen könnte. Temistocle beschließt, sich Serse zu offenbaren, um der Gefahr entgegenzutreten.
Die mit Serse liierte Prinzessin Rossane fühlt sich von ihm vernachlässigt und wirft Aspasia vor, ihn ihr entfremdet zu haben. Aspasia streitet das ab. Sebaste meldet Rossane die Ankunft des griechischen Gesandten Lisimaco, der auf der Suche nach Temistocle sei. Lisimaco ist Aspasias früherer Geliebter, und sie fürchtet, dass er sich von ihr abgewandt habe und ihrem Vater schaden wolle.
Öffentlicher Audienz-Platz mit einem Thron an der Seite; in der Ferne die Stadt
Temistocle und Neocle haben sich unter das Volk gemengt. Serse und Sebaste treten mit Gefolge auf, um den Botschafter zu empfangen. Lisimaco erscheint mit seinen Leuten und verlangt von Serse die Auslieferung Temistocles. Serse weist darauf hin, dass das Schicksal Griechenlands trotz des Sieges ungewiss sei und der Weg nach Athen offen stehe. Er verweigert jede Auskunft über Temistocle. Lisimaco geht. Nun tritt Temistocle hervor. Er gibt sich Serse zu erkennen und bittet ihn um Asyl. Serse ist beeindruckt von seinem Verhalten und bietet ihn seine Freundschaft an.
Eine schöne Grotte
Aspasia teilt Rossane mit, dass sie Temistocles Tochter ist und bittet sie um ihren Beistand. Sebaste meldet, dass Serse Aspasia sehen wolle, weil sein neuer Freund Temistocle ihm von ihr erzählt habe. Rossanes Eifersucht wird geschürt. Aspasia dagegen kann diesen Umschwung in Serses Verhalten kaum glauben. Sie geht. Sebaste hat Rossanes Eifersucht erkannt und macht sich selbst Hoffnung auf sie. Er bestärkt ihr Misstrauen, indem er ihr von Serses Liebe zu Aspasia erzählt. Insgeheim plant er, durch seine Intrigen schließlich den Thron zu erobern.

### Zweiter Akt
Reich möbliertes Zimmer, das Temistocle von Serse als Wohnung zugewiesen wurde
An den Seiten stehen Tische mit Gefäßen voller Gold und Juwelen.
Temistocle warnt seinen Sohn Neocle davor, sich allzu sehr auf das Glück zu verlassen. Neocle geht, und Serse kommt ins Zimmer. Als Zeichen seines Wohlwollens übergibt er Temistocle die Städte Lampsacus (Lampsakos) und Miunte (Myus) und ernennt ihn zum Oberbefehlshaber über die persische Armee. Temistocle geht.
Serse genießt für eine Weile sein tugendhaftes Verhalten. Als Rossane kommt, will er ihr erklären, dass er nicht mehr an einer Beziehung mit ihr interessiert ist. Er wird jedoch von Sebaste unterbrochen, der meldet, dass Lisimaco ein weiteres Gespräch über die Auslieferung Temistocles wünsche. Nach einigem Zögern erklärt er sein Einverständnis und entfernt sich. Aspasia kommt und fragt Rossane, ob sie ihre Eifersucht endlich aufgegeben habe. Sie schweigt darüber, bewundert aber Aspasias Schönheit, die einiges entschuldigen könne.
Lisimaco kommt zu Aspasia und erkennt in ihr seine totgeglaubte Geliebte. Er erklärt ihr, dass er keineswegs Temistocles Feind sei, sondern lediglich dem Befehl des Vaterlands gehorchen müsse. Der König habe inzwischen entschieden, Temistocle an Griechenland auszuliefern. Aspasia bittet ihn, seine Liebe zu beweisen, indem er ihnen bei der Flucht hilft. Nach einigem Zögern stimmt er zu. Zunächst will sich Aspasia jedoch direkt an Serse wenden, um ihren Vater zu retten.
Vornehmes, offenes, mit Kriegssymbolen versehenes Zelt mit einem Thron auf der rechten Seite
Im Hintergrund sieht man eine große Ebene, auf der sich das persische Heer aufstellt.
Serse und Sebaste treten mit den Reichsgrößen und dem Volk auf. Sebaste bestätigt Serse, dass Aspasia seinen Heiratsantrag abgelehnt habe. Serse glaubt jedoch, sie wolle sich vorher noch mit ihrem Vater beraten. Er setzt sich auf den Thron. Einer der Satrapen bringt auf einem goldenen Becken den Regimentsstab und stellt sich neben Serse. Nun erscheinen Temistocle und Lisimaco mit den Griechen. Serse überreicht Temistocle den Regimentsstab, und Lisimaco erkennt, dass der König diesem keineswegs feindlich gesinnt ist. Temistocle schwört Serse seine Treue. Auf Lisicos Vorwürfe hin erklärt Serse, dass er lediglich versprochen habe, Temistocle nach Griechenland zu schicken. Dieses Versprechen wolle er nun erfüllen. Er befiehlt Temistocle, nach Griechenland zu ziehen und Theben, Sparta, Corinth, Argos und Athen zu verwüsten. Lisimaco verlässt das Zelt. Temistocle jedoch bittet Serse, seinen Befehl zu überdenken, da er sein Geburtsland liebe. Serse wirft Temistocle Undankbarkeit vor und lässt ihn abführen.
Serse erklärt Rossane, dass er Temistocle und Aspasia nun als seine Feinde betrachte. Rossane macht sich daher wieder Hoffnung. Aspasia aber bittet Serse um Gnade für ihren Vater. Sie erklärt, seinen Antrag nur aus Scham abgelehnt zu haben und verspricht ihm ihre Liebe, wenn er ihren Vater wieder freigebe. Serse erklärt, ihm zu verzeihen, wenn sie ihn dazu bringen kann, seinem Befehl Folge zu leisten. Nachdem Serse gegangen ist, bittet Aspasia auch Rossane um Verzeihung. Diese reagiert jedoch wütend. Aspasia geht. Sebaste ergreift die Gelegenheit und schlägt Rossane vor, einen Aufstand zu wagen und gemeinsam den Thron zu erobern. Er habe bereits eine Schar von Getreuen gesammelt. Rossane erklärt sich damit einverstanden und freut sich auf ihre Rache.

### Dritter Akt
Das Gemach, in dem Temistocle gefangengehalten wird
Sebaste fragt Temistocle nach seiner Entscheidung. Er antwortet, dass er bereit sei und man den Altar zum Treueschwur vorbereiten solle. Sebaste solle inzwischen Lisimaco an der Abreise hindern. Nachdem Sebaste gegangen ist, kommen Neocle und Aspasia. Temistocle erklärt ihnen, dass er Serse zwar Dankbarkeit, aber Griechenland Treue schulde. Da sich beides widerspreche, habe er vor, sich vor Serses Augen zu töten und Gift zu nehmen. Er rät seinen Kindern, immer die Ehre im Auge zu behalten und Abscheu vor Verbrechen, nicht aber vor der Strafe zu haben. Neocle und Aspasia sind entsetzt.
Serses Zimmer
Rossane, die Serse immer noch liebt, kommt mit einem Brief zu ihm und deckt Sebastes Verschwörung auf. Nachdem sie gegangen ist, kommt Sebaste und verlangt als Belohnung für seine Dienste die Befehlsgewalt über die für den Krieg in Ägypten bestimmten Truppen. Serse zeigt ihm den verräterischen Brief und geht. Sebaste nimmt sich vor, zu fliehen, fürchtet aber, sein Verbrechen immer vor Augen haben zu müssen.
Der prächtige Sonnentempel mit einem Altar in der Mitte, auf dem das heilige Feuer brennt und der für den Eidschwur vorbereitete Becher steht
Serse, Aspasia, Neocle, die Satrapen, die Wache und das Volk treten auf. Rossane, Lisimaco und sein griechisches Gefolge kommen hinzu. Aufgrund ihres Verhaltens erkennt Serse, dass Aspasia und Lisimaco sich lieben. Als Serse Temistocle zum Zeichen der erneuerten Freundschaft umarmen möchte, erklärt Temistocle seinen Entschluss, Gift zu nehmen und zieht dieses hervor. Er bittet Lisimaco, dem Vaterland von seiner Treue zu berichten. Anschließend bittet er Serse, seinen Zorn aufzugeben, verabschiedet sich von allen und nimmt den Becher. Serses ist beeindruckt. Er reißt ihm den Becher aus der Hand und schwört Griechenland ewigen Frieden. Auch Sebaste wird verziehen. Außerdem verzichtet er auf Aspasia und erklärt Rossane seine Liebe. Aspasia kann wieder mit Lisimaco zusammenkommen. Zum Abschluss der Oper preist der Chor Großmut und Tugend.

## Geschichte
Aufgrund der verwendeten Namen und Ereignisse ist anzunehmen, dass die wichtigste historische Quelle das Kapitel Themistokles – Camillus aus den Vitae parallelae des Plutarch bildet. Weitere klassische Quellen sind das elfte Buch der Bibliotheca von Diodor, das erste Buch der Historiae von Thukydides, Justins Auszug des zweiten Buchs von Pompeius Trogus’ Historiae Philippicae und das Kapitel Themistokles aus den Vitae von Cornelius Nepos.
Zu den literarischen Vorlagen gehören Pierre Du Ryers Tragödie Thémistocle von 1648 und die Libretti Temistocle in bando von Adriano Morselli (vertont 1682 von Antonio Giannettini) und Temistocle von Apostolo Zeno (zuerst vertont 1701 von Marc’Antonio Ziani). Bei Zeno findet die Handlung am Hof von Xerxes Sohn und Nachfolger Artaxerxes I. statt, wie es auch in den Nepos’ Vitae steht. Metastasio hält sich in diesem Punkt an seine Hauptquelle Plutarch, der Xerxes I. selbst nennt.
Nach der ersten gut aufgenommenen Vertonung durch Antonio Caldara hatte insbesondere die Fassung von Johann Christian Bach, für die das Libretto von Mattia Verazi angepasst worden war, einen großen Erfolg. Sie wurde 1772 in Mannheim mit einer erstrangigen Besetzung aufgeführt, darunter der Tenor Anton Raaff als Temistocle und die Sopranistinnen Dorothea Wendling als Aspasia und Elisabeth Wendling als Rossane. Eine französische Bearbeitung von Étienne Morel de Chédeville wurde 1785 als Tragédie lyrique mit der Musik von François-André Danican Philidor unter dem Namen Thémistocle in Schloss Fontainebleau gegeben.

## Vertonungen
Folgende Komponisten legten dieses Libretto einer Oper zugrunde:
| Komponist                       | Uraufführung                                  | Aufführungsort    | Anmerkungen |  |
| ------------------------------- | --------------------------------------------- | ----------------- | --- |  |
| Antonio Caldara                 | 4. November 1736, Hoftheater                  | Wien              | |  |
| Giovanni Chinzer                | Karneval 1737, Teatro Pubblico                | Pisa              | |  |
| Gaetano Latilla                 | Karneval 1737, Teatro Tordinona               | Rom               | |  |
| Giuseppe Maria Orlandini        | 3. Februar 1737, Teatro della Pergola         | Florenz           | |  |
| Antonio Gaetano Pampani         | 19. Februar 1737, Teatro Sant’Angelo          | Venedig           | Libretto bearbeitet von Giovanni Boldini als Artaserse Longimano |  |
| Giovanni Alberto Ristori        | 19. Dezember 1738, Teatro San Carlo           | Neapel            | |  |
| Francesco Poncini Zilioli       | November 1739, Teatro                         | Casale Monferrato | |  |
| Andrea Bernasconi               | 6. Juni 1740, Teatro degli Obizzi             | Padua             | überarbeitet Karneval 1741 im Teatro San Sebastiano in Livorno; am 11. Januar 1744 im Teatro San Giovanni Crisostomo in Venedig; Januar 1754 und Karneval 1762 im Neuen Hoftheater in München |  |
| Francesco Maggiore              | 30. Januar 1743, Teatro Bonacossi             | Ferrara           | |  |
| Nicola Antonio Porpora          | 22. Februar 1743, King’s Theatre am Haymarket | London            | nicht zu verwechseln mit seiner bereits 1718 komponierten gleichnamigen Oper auf ein Libretto von Apostolo Zeno.                                                                              |  |
| Antonio Costantini              | Karneval 1744, Teatro Marsigli-Rossi          | Bologna           | |  |
| Filippo Finazzi                 | 16. Februar 1746, Oper am Gänsemarkt          | Hamburg           | |  |
| Giovanni Verocai                | Wintermesse 1747, Hoftheater                  | Braunschweig      | als Temistocle in bando |  |
| anonym                          | Karneval 1757, Teatro Pubblico                | Pisa              | weitere anonyme Aufführungen bzw. Pasticci 1756 im Teatro de la Santa Cruz in Barcelona und Februar 1793 im Teatro della Pergola in Florenz                                                   |  |
| Niccolò Jommelli                | 18. Dezember 1757, Teatro San Carlo           | Neapel            | erste Fassung; auch Herbst 1763 im Teatro di Santa Cecilia in Palermo |  |
| Gennaro Manna                   | Karneval 1761, Teatro Ducale                  | Piacenza          | |  |
| Johann Gottfried Schwanberger   | August 1762, Hoftheater                       | Braunschweig      | |  |
| Josep Duran i Pejoán            | 1762, Teatro de la Santa Cruz                 | Barcelona         | |  |
| Johann Otto Uhde                | 1762                                          |                   | |  |
| Niccolò Jommelli                | 4. November 1765, Schlosstheater              | Ludwigsburg       | zweite Fassung |  |
| Carlo Monza                     | 1. Januar 1766, Teatro Regio Ducale           | Mailand           | |  |
| Johann Christian Bach           | 5. November 1772, Hoftheater                  | Mannheim          | Libretto bearbeitet von Mattia Verazi |  |
| Giovanni Gualberto Brunetti     | Herbst 1776, Teatro Pubblico                  | Lucca             | |  |
| Augustin Ullinger               | 1777                                          | Freising          | |  |
| Luigi Guido Beltrami            | 1780, Collegio Vescovile                      | Verona            | |  |
| François-André Danican Philidor | 13. Oktober 1785, Schloss Fontainebleau       | Fontainebleau     | französische Bearbeitung des Librettos von Étienne Morel de Chédeville als Thémistocle |  |
| Giovanni Pacini                 | 23. August 1823, Teatro del Giglio            | Lucca             | Libretto bearbeitet in zwei Akten von Pietro Anguillesi; auch am 4. September 1824 im Teatro alla Scala in Mailand; Karneval 1836 im Teatro Novissimo in Padua                                |  |

## Aufnahmen und Aufführungen in neuerer Zeit
- Johann Christian Bach:
  - 2005: Aufführungen in Leipzig und Toulouse. Les Talens Lyriques, Leitung: Christophe Rousset, Rickard Söderberg (Temistocle), Ainhoa Garmendia (Aspasia), Marika Schönberg (Rossane), Cecilia Nanneson (Neocle), Raffaela Milanesi (Lisimaco), Metodie Bujor (Serse), René Troilus (Sebaste)[35][36]

## Digitalisate
1. ↑  Johann Anton Koch: Des Herrn Abt Peter Metastasio Kayserl. Königl. Hofpoetens Dramatische Gedichte, aus dem Italiänischen übersetzt. Vierter Band. Krauß, Frankfurt und Leipzig 1772 als Digitalisat beim Münchener Digitalisierungszentrum.
2. 1 2  Libretto (italienisch/deutsch) der Oper von Giovanni Verocai, Braunschweig 1747 als Digitalisat bei der Niedersächsischen Staats- und Universitätsbibliothek Göttingen.
3. ↑  Libretto (italienisch)  der Oper von Antonio Caldara, Wien 1736. Digitalisat im Corago-Informationssystem der Universität Bologna.
4. ↑  Libretto (italienisch) der Oper von Giovanni Chinzer, Pisa 1737 als Digitalisat im Museo internazionale e biblioteca della musica di Bologna.
5. ↑  Libretto (italienisch)  der Oper von Gaetano Latilla, Rom 1737. Digitalisat im Corago-Informationssystem der Universität Bologna.
6. ↑  Partitur der Oper von Giovanni Alberto Ristori, Neapel 1738 als Digitalisat beim International Music Score Library Project.
7. ↑  Libretto (italienisch)  der Oper von Andrea Bernasconi, Padua 1740. Digitalisat im Corago-Informationssystem der Universität Bologna.
8. ↑  Libretto (italienisch)  der Oper von Andrea Bernasconi, Venedig 1744. Digitalisat im Corago-Informationssystem der Universität Bologna.
9. ↑  Libretto (italienisch/französisch) der Oper von Andrea Bernasconi, München 1754 als Digitalisat beim Münchener Digitalisierungszentrum.
10. ↑  Libretto (italienisch/deutsch) der Oper von Andrea Bernasconi, München 1754 als Digitalisat beim Münchener Digitalisierungszentrum.
11. ↑  Libretto (italienisch/deutsch) der Oper von Andrea Bernasconi, München 1762 als Digitalisat beim Münchener Digitalisierungszentrum.
12. ↑  Libretto (italienisch)  der Oper von Francesco Maggiore, Ferrara 1743. Digitalisat im Corago-Informationssystem der Universität Bologna.
13. ↑  Partitur der Oper von Nicola Porpora, London 1743 als Digitalisat beim International Music Score Library Project.
14. ↑  Libretto (italienisch)  der Oper von Antonio Costantini, Bologna 1744. Digitalisat im Corago-Informationssystem der Universität Bologna.
15. ↑  Libretto (italienisch) der anonymen Oper, Pisa 1757 als Digitalisat bei Google Books.
16. ↑  Libretto (italienisch/spanisch) der anonymen Oper, Barcelona 1756 als Digitalisat bei Google Books.
17. ↑  Libretto (italienisch) der anonymen Oper, Florenz 1793 als Digitalisat im Museo internazionale e biblioteca della musica di Bologna.
18. ↑  Libretto (italienisch) der Oper von Niccolò Jommelli, Neapel 1756 als Digitalisat im Museo internazionale e biblioteca della musica di Bologna.
19. ↑  Partitur der Oper von Niccolò Jommelli, Neapel 1757 als Digitalisat beim International Music Score Library Project.
20. ↑  Libretto (italienisch)  der Oper von Carlo Monza, Mailand 1765. Digitalisat im Corago-Informationssystem der Universität Bologna.
21. ↑  Libretto (deutsch) der Oper von Johann Christian Bach, Mannheim 1772 als Digitalisat beim Münchener Digitalisierungszentrum.
22. ↑  Libretto (italienisch)  der Oper von Giovanni Pacini, Mailand 1824. Digitalisat im Corago-Informationssystem der Universität Bologna.